# Friedenskirche (Cronenberg)

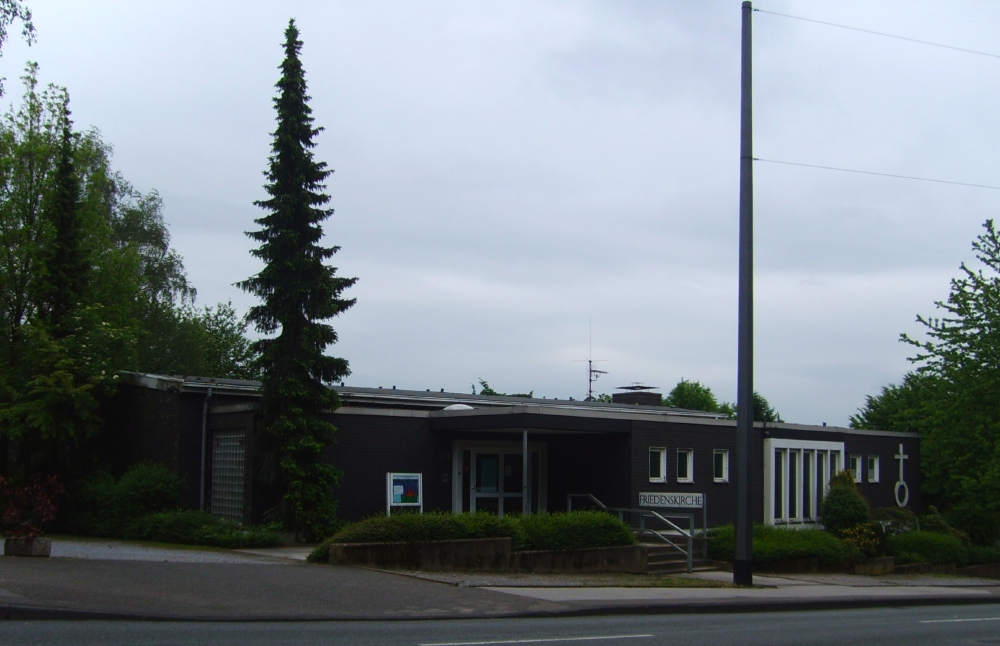
Friedenskirche

Die Friedenskirche ist eine Evangelische Kirche im Ortsteil Hahnerberg in Wuppertal-Cronenberg und eine von drei Gottesdienststätten der Evangelischen Kirchengemeinde Cronenberg.

## Geschichte
Aufgrund des Bevölkerungswachstums im Norden Cronenbergs und Küllenhahns beschloss das Presbyterium der 1955 gegründeten Gemeinde Küllenhahn den Bau eines Gemeindezentrums nahe der noch jungen Wohnsiedlung Wilhelmsring/Neuenhaus. Ein zunächst für Gottesdienste genutzter Privatsaal eines Wohnhauses an der Hahnerberger Straße erwies sich als ungeeignet für eine dauerhafte Nutzung. Das neue Gemeindehaus sollte zunächst ein Ableger des Kirchsaals Hahnerberg an der Küllenhahner Straße werden, allerdings beschloss man noch während des Baus die Umfunktionierung des zeitgleich erbauten Kirchsaals Hahnerberg zum Gemeindezentrum und stattdessen die Nutzung des Gemeindezentrums Wilhelmsring als Gottesdienststätte mit dem Namen Friedenskirche.
Kurz vor der Eröffnung der Friedenskirche 1974 fiel das Gebiet des südlichen Hahnerbergs im Rahmen umfassender Umstrukturierungsmaßnahmen an die Reformierte Kirchengemeinde Cronenberg, die Gemeinde Küllenhahn nutzte seitdem wie ursprünglich vorgesehen das Gemeindezentrum Hahnerberg neben dem Gemeindesaal Küllenhahn als zweite Gottesdienststätte. Der erste Gottesdienst in der Friedenskirche wurde Ostern 1974 gefeiert.
Mit Vereinigung der Evangelisch-Lutherischen Emmauskirchengemeinde und der Reformierten Kirchengemeinde 2003 drohte erstmals die Schließung der Friedenskirche zugunsten des Gemeindehauses Oberdahl der ehemals lutherischen Gemeinde, doch dieses musste aufgrund von Wasserschäden 2004 abgerissen werden. Auch die Schließung des Gemeindezentrums Hahnerberg der Gemeinde Küllenhahn war ausschlaggebend für den Erhalt der Friedenskirche als letzte Gottesdienststätte im Cronenberger Norden. Die rückläufigen Besucherzahlen der Gottesdienste und ein strikter Sparkurs der Gemeinde veranlassten dennoch eine Diskussion über die Schließung der nur mit hohen Kosten zu betreibenden Friedenskirche, welche dringend sanierungsbedürftig war. Im Juni 2016 fand der vorerst letzte Gottesdienst statt, die Kirche soll nach einschneidenden Umbaumaßnahmen ab August 2017 als neuer Standort der beiden Kindertagesstätten Mastweg und Karl-Greis-Straße an die Diakonie vermietet werden und damit neue Einnahmen sichern. Entwidmet wird die Friedenskirche aber nicht, nach Abschluss der Baumaßnahmen soll ein Teil des Gebäudes wieder als Gottesdienststätte zur Verfügung stehen.
Die Friedenskirche ist zudem seit vierzehn Jahren fester Veranstaltungsort der Cronenberger Modelleisenbahntage.

## Baubeschreibung
Die Kirche ist ein flaches Gebäude im schlichten Stil der Nachkriegsmoderne. Der zwanzig Meter lange Kirchsaal befindet sich nach hinten versetzt, mit Altarbereich nach Süden ausgerichtet. der Kirche westlich vorgesetzt ist ein Foyertrakt, dessen Flachdach nur leicht von dem ebenfalls äußerst flachen Satteldach des Kirchsaals überragt wird. Der vorgesetzte Foyertrakt beherbergt neben einer kleinen sakristeiartigen Kammer mehrere Räume zur Gemeindearbeit und den ehemaligen Konfirmandensaal. Ein großer Gemeindesaal befindet sich an der Westseite auf Höhe der weißen, bodentiefen Fenster, welche neben den weiteren Fensterrahmen und dem großen Kugelkreuz nach Westen hin als einzige bauliche Elemente von dem ansonsten schlicht mit Kunstschiefer verkleideten und somit eher dunklen Gebäude abheben. An der Ostseite der Kirche öffnet eine große, ebenfalls bodentiefe Fensterfront den Blick vom Kirchsaal auf den großzügig angelegten Kirchgarten, welcher allerdings in den letzten Jahren verwilderte und mit Einrichtung des Kindergartens neu in Benutzung kommen wird.